# Wilhelm Lilljeborg
Wilhelm Lilljeborg (* 6 de octubre de 1816 - 24 de julio de 1908)  fue un zoólogo sueco; profesor de Zoología en Upsala, llegando a ser rector de 1864 a 1865.
Se lo conoce particularmente por sus trabajos sobre  Cladocera de Suecia, y  Balaenoptera en 1861 identificando subfósiles.
Fue de los primeros zoólogos de aceptar la importancia en la cadena alimentaria de Cladocera.

## Algunas publicaciones
- Sveriges och Norges ryggradsdjur 1872--91
- Beskrifning af tvenne för Skandinaviens fauna nya däggdjur 1842
- Bidrag till norra Rysslands och Norges fauna, samlade under en vetenskaplig resa i dessa länder 1848 och 1850
- Öfversigt af de inom Skandinavien hittills funna arterna af slägtet Gammarus Fabr. 1853
- Zoologisk resa i norra Ryssland och Finnmarken 1849
- Bidrag till den högnordiska hafsfaunan 1850
- Kullens hafs-mollusker 1851, 1854
- Hafs-crustaceer vid Kullaberg i Skåne 1852, 1854
- Några anmärkningsvärda former af Clausilia rugosa, etc. 1858
- Beskrifning öfver tvenne märkliga Crustaceer af ordningen Cladocera 1860
- Beskrifning öfver två arter Crustaceer af ordningarna Ostracoda och Copepoda 1862
- En för Sveriges fauna ny fisk Leucaspius delineatus (Heckel) 1871
- En Nova Acta Reg. Societ. Scient. Upsal.
  -  Les genres Liriope et Peltogaster, H. Rathke, Ser. III, Vol. 3
  - Supplément au mémoire sur les genres Liriope et Peltogaster ibm; On the Lysianassa magellanicia, H. Milne-Edwards, & on the crustacea of the suborder Amphipoda and subfamily Lysianassina, found on the coast af Sweden and Norway, Vol. 6
  - On two subfossil whales discovered in Sweden, ibm
- En Årsskrift utg. av K. Vet.-Societ. i Uppsala
  - Ornithologiska Bidrag, 1 och 2
  - Bidrag till kännedomen om tandömsningen hos Otaria och Halichærus
- En Uppsala universitets årsskrift
  - Öfversigt af de inom Skandinavien anträffade hvalartade däggdjur (Cetacea)
- En Skandinaviska naturforskaremötenas förhandlingar
  - Några ord om förhållandet mellan Skandinaviens och norra Rysslands faunor
  - Om utvecklingen af tänderna hos Phoca hispida
- En Proceedings of the Zoological Society of London
  - Description of Halcrosia Afzelii, a new Crocodile from Sierra Leona, West-Africa 1867, m. m.

## Abreviatura (zoología)
La abreviatura Lilljeborg  se emplea para indicar a Wilhelm Lilljeborg como autoridad en la descripción y taxonomía en zoología.

- Datos: Q2094472
- Multimedia: Wilhelm Lilljeborg / Q2094472
- Especies: Wilhelm Lilljeborg